# 胡克角 (盧貝海岸)
67°11′S 66°42′W / 67.183°S 66.700°W
胡克角是南極洲的海岬，位於葛拉漢地的盧貝海岸，處於拉勒曼德港，英國探險隊根據測量和空中照片繪入地圖，以該國實驗物理學家命名。